# Doctor Manuel Velasco Suárez, Chiapilla
Doctor Manuel Velasco Suárez är en ort i Mexiko.   Den ligger i kommunen Chiapilla och delstaten Chiapas, i den sydöstra delen av landet, 800 km öster om huvudstaden Mexico City. Doctor Manuel Velasco Suárez ligger 559 meter över havet och antalet invånare är 453.
Terrängen runt Doctor Manuel Velasco Suárez är varierad. Runt Doctor Manuel Velasco Suárez är det ganska glesbefolkat, med 30 invånare per kvadratkilometer. Närmaste större samhälle är San Cristóbal de las Casas, 18,2 km norr om Doctor Manuel Velasco Suárez. Omgivningarna runt Doctor Manuel Velasco Suárez är en mosaik av jordbruksmark och naturlig växtlighet.